# Encentra
Encentra is een geslacht van rechtvleugeligen uit de familie sabelsprinkhanen (Tettigoniidae). De wetenschappelijke naam van dit geslacht is voor het eerst geldig gepubliceerd in 1892 door Redtenbacher.

## Soorten
Het geslacht Encentra  is monotypisch en omvat slechts de volgende soort:
- Encentra longipes (Redtenbacher, 1892)